# Polk City (Florida)
Polk City város az USA Florida államában, Polk megyében. Lakosainak száma 2713 fő (2020. április 1.).

## Népesség
A település népességének változása:

| 2010 | 1 562 |
| 2020 | 2 713 |